# Oona Kastner
Oona Kastner (* 1965 in Emsdetten) ist eine deutsche Improvisationsmusikerin (Gesang, Piano, Keyboards, Elektronik).

## Leben und Wirken
Kastner begann im Alter von vier Jahren mit dem Klavierspiel. Nach der Schule schloss sich ein klassisches Klavier- und Oboestudium an der damaligen Folkwang-Musikhochschule Essen an. Sie interessierte sich zunehmend für Neue Improvisationsmusik und machte eine Stimm- und eine Körperarbeitausbildung. Seit 1989 lebt sie in Bielefeld.
Seit 2005 gestaltete Kastner mit dem Lichtkünstler Markus Felthaus und der Kantorin der Neustädter Marienkirche Bielefeld, Ruth Seiler, themenbezogene Abend-Programme. Kastner legte 2018 ein Soloalbum vor, auf dem sie Songs von Leonard Cohen, Neil Young und Radiohead minimalistisch interpretierte.
Kastner musizierte seit 2014 im Duplex Mesh Trio mit dem Pianisten Markus Schwartze und dem Cellisten Willem Schulz. Im Duo Pavoon trat sie mit dem tschechischen Schlagzeuger Pavel Fajt auf, im Duo d.o.o.r. mit dem Saxophonisten Dirk Raulf. Das von ihr mit Raulf veröffentlichte Album Songs from the Darkness wurde für das 3. Quartal 2019 auf die Bestenliste für den Preis der Deutschen Schallplattenkritik gesetzt. Zudem ist sie seit 2018 Mitglied von Jan Klares Großensemble The Dorf. Weiterhin leitet sie Bielefelds ersten Experimentalchor ChorXtrem.